# Hegyi ternye
A hegyi ternye (Alyssum montanum) a káposztafélék (Brassicaceae) családjába tartozó ternye (Alyssum) növénynemzetség egyik, magyarországi faja.

## Elterjedése, élőhelye
Elsősorban Kelet-Európában és a Földközi-tenger vidékén terjedt el, de a jégkorszak utáni felmelegedést követően Közép-Európába is eljutott. 
Élőhelye száraz gyepek, sziklagyepek, homokgyepek. Kedveli a laza, mésztartalmú és humuszban gazdag talajokat. Melegkedvelő, nagyon ritka faj, de nem annyira, mint egyik alfaja, a nagyvirágú hegyi ternye (Alyssum montanum ssp. brymii), mely csak Szlovákiában és Magyarországon a Gömör–Tornai-karszton lelhető fel. Utóbbi potenciálisan veszélyeztetett és védett.

## Jellemzői
Virágzata dús virágú, tömött fürt, melyben a virágok 3–8 mm átmérőjűek, aranysárgák és négytagúak, melyek már márciusban nyílnak. A magház és a termés legfeljebb háromszor olyan hosszú, mint amilyen széles, 5–8 mm hosszú, lencse alakú becőke.
A szár az alsó részében fásodó, sokszorosan elágazó. A levelek ép szélűek, csillagszőröktől szürkések, alakjuk változó. Az alsók a nyél felé keskenyednek és fordított tojásdadok, melyek a csúcs felé haladva fokozatosan mennek át lándzsás alakúvá és ülő állásúvá.